# 趣步
趣步是湖南趣步网络科技有限公司开发的一款运动类应用程序。以“让汗水不白流”为宣传口号。公司于2018年6月5日成立，法定代表人叶壮，注册资本300万元。

## 历史
2018年6月5日湖南趣步网络科技有限公司成立，趣步APP上线。2018年底，趣步在网络上流行，在各大应用商店下载生活类排行榜位居前列。
2019年3月，趣步升级为3.0版本以后关闭了其交易中心，导致用户提现兑换渠道受阻。2019年7月12日，天眼查工商变更数据显示，高级管理人员备案，名称均发生变更，注册地变更为重庆，登记地址为重庆市璧山区璧泉街道双星大道50号6幢7-2，工商登记部门为重庆市璧山区市场监督管理局。
2019年9月，被长沙市工商部门以涉嫌网络传销，非法集资，金融诈骗立案调查。同年10月15日，趣步已办理手续离开长沙经济技术开发区某园区，去向不明。

## 业务
趣步称其利润来源包括自营线上商铺，产品销售，经营商户平台，商家销售分佣，运动大数据，融资，资本运作上市。但是趣步商城仅有几件商品，并且价格高于其他平台，且多数商品无库存。

## 运营方式
安装注册后，需提供身份证号码，银行卡账户，微信账号，并且需要支付宝支付1元进行验证，且需要填写邀请码。
“糖果”是此平台的一种虚拟货币，可以兑换各种优惠券，也可以提现，总发行量为10亿。
“糖果”产出规则为“每日获得糖果数量=0.00008*任务步数*活跃度”，其中，每个人的基础活跃度为1，组队可以+0.02，推荐新用户可以+0.05，并且卖出糖果平台会扣除手续费，等级越高，手续费越低。提高等级，主要靠推广。对于有一定糖果的用户，可以同糖果兑换不同等级的卷轴任务，等级越高收益率越高，到了专家级之后，仅45天的回报率，甚至达到了36.8%。起初，用户仅需30天内每天行走3000步，就可以获得11个糖果。但在2019年年初，用户需要连续45天每天行走4000步，才能获得12个糖果。

## 质疑
山东诚功律师事务所的张敬宇律师表示，趣步的糖果可以兑换商品，也可以兑换所谓的GHT进而进行提现，因而可以界定为一种虚拟币。但中国目前没有任何机构承认虚拟币的合法性，所以糖果不能代替人民币在市场上流通。
北京康达律师事务所的韩骁律师认为，趣步行为涉嫌违反，并且用户可能成为传销犯罪共犯。此外，还违反，构成非法吸收公众存款罪与非法集资罪。

## 外部連結
- 趣步官方网站 （页面存档备份，存于）